# Sköldstritar
Sköldstritar (Issidae) är en familj i insektsordningen halvvingar som tillhör underordningen stritar. De lever på att suga växtsaft och är små insekter, oftast brunaktiga och robust byggda med breda framvingar. Till familjen hör cirka 1 000 arter, men systematiken är oklar och kan komma att revideras.
I Sverige förekommer två arter av sköldstritar, storleken för dessa är 2,5-5,5 millimeter.